# Lifespark.
Lifespark. ist eine 2018 gegründete vierköpfige Heavy Emo-Pop-Rock-Band aus Koblenz, Deutschland.

## Geschichte
Nach der Veröffentlichung ihrer Debüt-EP Weightless im Jahr 2023 und anschließender erster Clubtour durch Deutschland startete die Band 2024 als Support für die amerikanische Post-Hardcore-Band Our Last Night auf deren „You’re Up Europe“-Tour, gemeinsam mit der schwedischen Band Normandie.

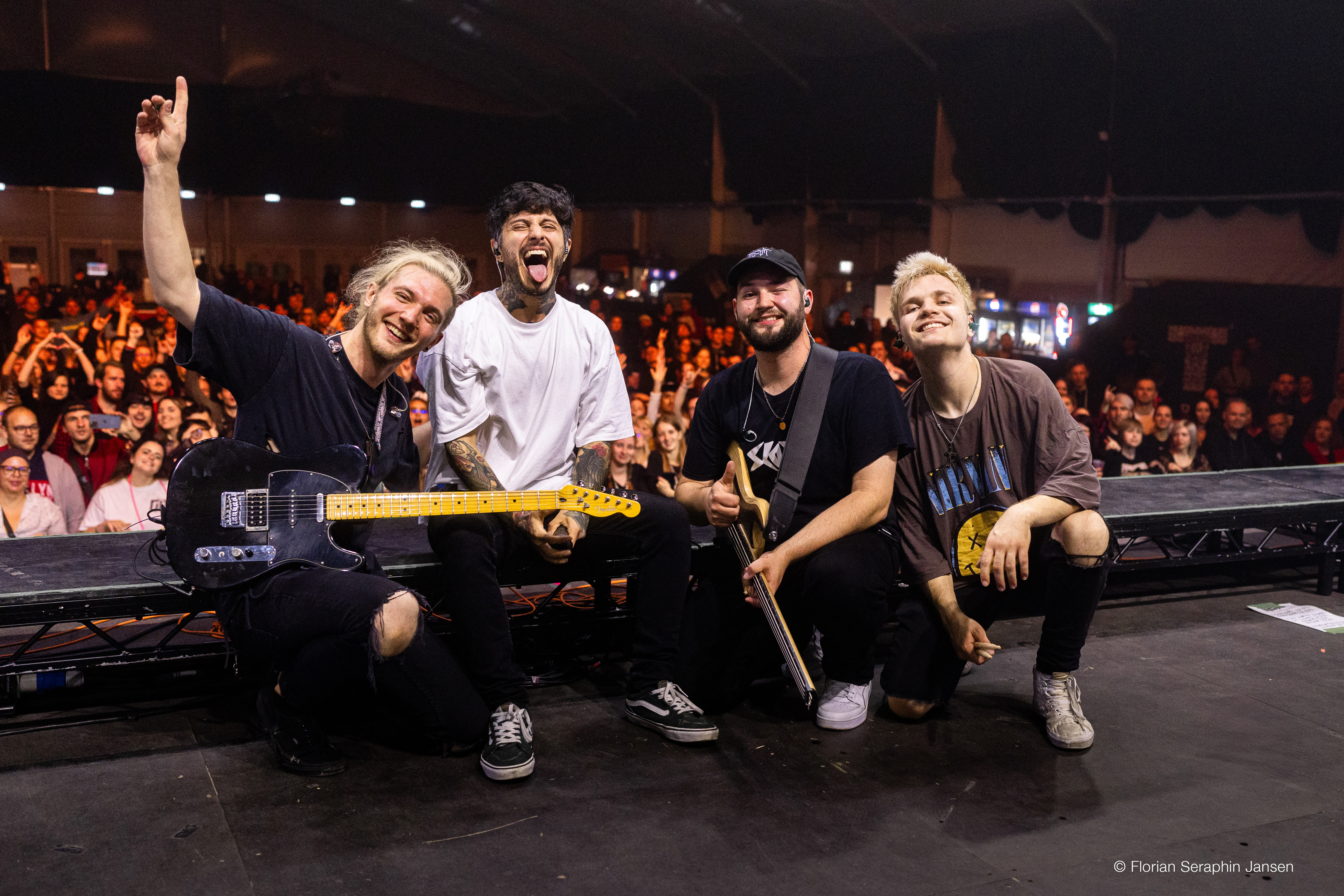
Lifespark. in Budapest bei der Our Last Night "You're up Europe Tour"

Im Februar 2025 begleiteten sie die Band Flash Forward bei zwei Konzerten auf ihrer „Renegade Tour 2025“. Vom 26. März bis 6. April gingen Lifespark. anschließend auf eigene Headline-Tour durch Deutschland und die Tschechische Republik.
Für August 2025 ist ein Auftritt bei Green Juice geplant. Außerdem sollen sie beim Rocken Hilft Festival 2025 auf der Bühne stehen.
Zuvor spielte die Band auch schon auf Festivals wie dem Pow Wow You! Festival, Rock am Anker, BurgRock.

## Stil
Lifespark. beschreibt ihren Musikstil selbst als „Beautiful Anger“ (dt. „Schöne Wut“). Bekannt ist sie nach eigenen Angaben für ihre Mischung aus eingängigen Hooks und harten Breakdowns, die sich in Songs wie Pulse, Comfort in Myself und Endless Paradise wiederfinden. Ihre Musik will mit positiven und lebensbejahenden Texten einen Kontrapunkt zu Sorgen und Hoffnungslosigkeit setzen.

## Diskografie

### EPs
- 2019: Weightless

### Singles
- 2019: Duskseeker
- 2020: Voices
- 2021: Lucid Dreamer
- 2021: Mirage
- 2021: Scenery
- 2022: Sympathy
- 2022: Pulse
- 2024: Endless Paradise
- 2024: So long
- 2024: Home
- 2024: Unwritten (Cover)